# 硬叶粉苞菊
硬叶粉苞菊（学名：Chondrilla aspera）是菊科粉苞菊属的植物。分布于哈萨克斯坦、俄罗斯以及中国大陆的新疆等地，生长于海拔1,100米至1,400米的地区，目前尚未由人工引种栽培。